# Флаг Нижневартовского района
Флаг муниципального образования «Нижнева́ртовский район» Ханты-Мансийского автономного округа — Югры Тюменской области Российской Федерации.
Флаг является официальным символом района.

## Первый флаг
Первый флаг Нижневартовского района был утверждён 12 сентября 1999 года.

### Описание флага
«Флаг представляет собой прямоугольное полотнище с соотношением сторон 2:3, состоящее из трёх равновеликих горизонтальных полос белого (вверху), зелёного (в центре) и синего цветов. В центре условной половины полотнища у древка — стилизованное изображение чума белого цвета с верхушкой (на белой полосе) синего цвета. В чуме — изображение элемента хантыйского орнамента пурпурного цвета».

## Действующий флаг
Ныне действующий флаг утверждён 22 мая 2007 года и внесён в Государственный геральдический регистр Российской Федерации с присвоением регистрационного номера 3355.

### Описание флага
«Флаг района представляет собой прямоугольное полотнище с отношением ширины к длине 2:3, воспроизводящее композицию герба района в зелёном, синем, жёлтом, белом и чёрном цветах».

### Символика флага
Геральдическое описание герба района гласит: «В зелёном поле с лазоревой, зубчато-вызубренной и окантованной серебром в стиле хантыйского орнамента оконечностью золотое отвлечённое стропило, сопровождаемое внизу и внутри золотым отвлечённым остриём, обременённым чёрной каплей, а вверху — серебряным тонким и малым отвлечённым стропилом».